# Karl Rauch (Rechtswissenschaftler)
Karl Rauch (* 27. März 1880 in Graz; † 26. Februar 1953 in Bad Godesberg) war ein österreichischer Rechtswissenschaftler, Rechtshistoriker und Hochschullehrer.

## Leben und Werk
Rauch besuchte das Grazer Lichtenfelsgymnasium. Nach seinem Abschluss studierte er an der Universität Leipzig zunächst Musik, wechselte aber bald an die Universität Graz, wo er auch das Studienfach hin zu Geschichte und Rechtswissenschaft wechselte. 1903 wurde er in Graz zum Doktor der Rechte promoviert. Ab 1904 vertiefte er an der Universität Berlin unter Heinrich Brunner und Karl Zeumer seine rechtshistorischen Studien. Ab 1905 arbeitete Rauch an den Monumenta Germaniae Historica mit. Ab 1906 vertrat er eine außerordentliche Professur an der Universität Breslau. In Breslau habilitierte Rauch sich schließlich unter Betreuung von Herbert Meyer im April 1907 und erhielt die Venia legendi für Rechtsgeschichte.
In der Folge wurde er im August 1908 außerordentlicher Professor zunächst an der Universität Königsberg, 1911 wechselte er zurück an die Universität Breslau. Im April 1912 trat Rauch schließlich als Nachfolger von Hans Fehr seine erste ordentliche Professur an der Universität Jena an. In Jena übernahm er zudem zunehmend staatliche Aufgaben und wurde 1914 zunächst stellvertretender Bürgermeister, 1916 dann Präsident des Thüringischen Ernährungsamtes und 1918 Staatskommissar. 1920 gab er seine Professur schließlich ganz auf, um sich der verwaltungspolitischen Tätigkeit als Ministerialdirektor im Thüringischen Wirtschaftsministerium zu widmen, blieb jedoch Honorarprofessor an der Jenaer Universität. Als Ministerialdirektor prozessierte er 1926/27 gegen die Herausgeber der rechtsextremen Zeitschrift Der Nationalsozialist, in der er als Rassejude Rauch bezeichnet worden war. Außerdem übernahm Rauch 1925 den Böhlau Verlag und 1927 die Druckerei Dietsch und Brückner. Als Ministerialdirektor war er unter anderem am Bau der großen Saaletalsperre beteiligt.
1932 wechselte Rauch zurück in die Forschung und Lehre und wurde ordentlicher Professor an der Universität Kiel. Kurz nach der Machtergreifung, bereits im April 1933, wurde Rauch mit sofortiger Wirkung beurlaubt. Er selbst führte dies auf seine gerichtliche Auseinandersetzung mit den Nationalsozialisten in der 1920ern zurück. Da jedoch das Gesetz zur Wiederherstellung des Berufsbeamtentums auf ihn keine Anwendung fand, wurde er vorerst an die Universität Bonn „abgeschoben“ und in Kiel durch den linientreueren Karl August Eckhardt ersetzt. In Bonn blieb er bis 1942, als er einen Ruf seiner Alma Mater in Graz annahm. Dort wurde er 1944 Prorektor und nach Kriegsende als einer der wenigen unbelasteten Professoren Rektor der Universität. 1948 wurde er pensioniert und war nach seiner Emeritierung bis zu seinem Tode 1953 als außerplanmäßiger Honorarprofessor an der Universität Bonn tätig. Dort wurde er 1950 noch zum Dr. rer. pol. h. c. ernannt.
Rauchs Forschungsgebiet war die Rechtsgeschichte, vor allem die deutsche. Dabei vertrat er insgesamt einen eher linksliberalen Ansatz im Gegensatz zur vorherrschenden Lehre im nationalsozialistischen Deutschland. Darüber hinaus war er auch auf dem Gebiet des Handels- und Wirtschaftsrechts tätig, vor allem auch in rechtshistorischer Hinsicht. Der Informationswissenschaftler Wolf Rauch ist sein Enkel.

## Schriften (Auswahl)
- Traktat über den Reichstag im 16. Jahrhundert: Eine offiziöse Darstellung aus der Kurmainzischen Kanzlei. Böhlau, Weimar 1905.
- Spurfolge und Anefang in ihren Wechselbeziehungen: Ein Beitrag zur Geschichte des deutschen Fahrnisprozesses. Böhlau, Weimar 1908 (Habilitationsschrift).
- Die Kommunalverbände als Träger der Lebensmittelversorgung unter besonderer Berücksichtigung der Organisation in den thüringischen Staaten. Böhlau, Weimar 1917.
- Kapitalerhöhung aus Gesellschaftsmitteln: Eine rechtsvergleichende Untersuchung. Böhlau, Weimar 1940.
- Formenwandel im neuen deutschen Wirtschaftsrecht. K. Rauch Verlag, Graz 1943.